# Distretto di Kuluncak
Il distretto di Kuluncak (in turco Kuluncak ilçesi) è uno dei distretti della provincia di Malatya, in Turchia.